# Portiwśke
Portiwśke (ukr. Портівське) – wieś na Ukrainie, w obwodzie donieckim, w rejonie mariupolskim, w hromadzie Manhusz. W 2001 liczyła 624 mieszkańców, głównie rosyjskojęzycznych.